# Deborah Pratt
Deborah Pratt (Chicago 16 de diciembre de 1951) es una actriz, guionista y productora de televisión estadounidense.

## Primeros años
Deborah Pratt nació y se crio en Chicago, Illinois, la hija de Geraldine (née Bryant) y el coronel Bertram Roberson Pratt, uno de los vicepresidentes de Pullman Heritage Bank. Sus padres eran afroamericanos / criollo (su padre de Mobile , Alabama, y su madre de Baton Rouge, Luisiana).

## Carrera
Pratt fue una coproductora ejecutiva y escritora en el Salto Cuántico, serie de televisión que fue creada por su entonces marido Donald P. Bellisario, y actuó en series como Quantum Leap, Magnum, PI, Airwolf. En 2000, dirigió Cora Unashamed para Masterpiece Theatre 's La Colección Americana.

## Vida personal
Pratt se casó con el productor y guionista Donald P. Bellisario en 1984. Tuvieron dos hijos, Nicolás y Troian Bellisario. La pareja se divorció en 1991.

## Filmografía seleccionada
- 2010: Peep World como Cassandra Williamson
- 2009: Quantum Leap: Un salto a Di para que la voz de Ziggy
- 2008: I Am Somebody: ninguna posibilidad en el infierno como Rachel
- 2006: Unspoken como Madison (V)
- 1999: Nuestro amigo, Martin
- 1998: La Red (Productor)
- 1994: Exit to Eden como el Dr. Allison
- 1992: Tequila y Bonetti como Nicole
- 1989-1993: Quantum Leap como la voz de Ziggy (recurrente)
- 1989: Quantum Leap episodio Un retrato de Troya como Troya
- 1988: Last Rites como Robin Dwyer
- 1987: Hunter como Sandra Browning
- 1987: Tres en un Partido como Sissy
- 1984-1985: Airwolf como Marella
- 1984: Magnum, PI como Gloria (la novia de TC)
- 1983: Gimme a Break! como Vanessa
- 1983: Benson como Jill
- 1983: Cazador del espacio: Aventuras en la zona prohibida como Meagan
- 1983: Primer Tiempos
- 1982: La Nueva Pareja Impar como Sandra
- 1982: Ella está conmigo como Bonnie Madison
- 1982: Strike Force
- 1980: Phyl y Mikhy como Connie
- 1980: Katmandú
- 1979: Los días felices como Kat Mandu
- 1978: El Amor No Es Suficiente como Susan
- 1978: CHiPs como Carol
- 1975: La mujer policía como Kate

## Literatura
- La búsqueda de la visión: La Era de la Luz. VGM Publishing, 2006. ISBN 978-0-9787309-0-1
- La búsqueda de la visión: La Odisea. VGM Publishing, 2008. ISBN 978-0-9787309-1-8